# خشكة درة (شوي بانة)
خشکة درة (بالفارسية: خشکه‌دره) هي قرية تقع في إيران في البلدة المركزية. يقدر عدد سكانها بـ 203 نسمة بحسب إحصاء 2016.